# Elena Beleacova
Elena Beleacova (n. 4 iunie 1958) este o economistă din Republica Moldova, deputat în legislatura 2021-2025 a Parlamentului Republicii Moldova, reprezentantă a Partidului Socialiștilor din Republica Moldova (PSRM).

## Biografie

### Activitate politică
Beleacova a fost pretora sectorului Rîșcani al municipiului Chișinău în perioada 2004-2006. Din 2009 a condus Biroul Relații Interetnice, mai târziu redenumit în Agenția Relații Interetnice.
Timp de aproape trei ani, a fost președinta Comisiei pentru relații interetnice din cadrul Consiliului Societății Civile pe lângă Președintele Republicii Moldova, Igor Dodon.
La alegerile parlamentare din 2021 a candidat cu numărul 28 pe lista Blocului Comuniștilor și Socialiștilor (BCS), din partea PSRM, și a acces în Parlament.